# Runddysse Tornehøj

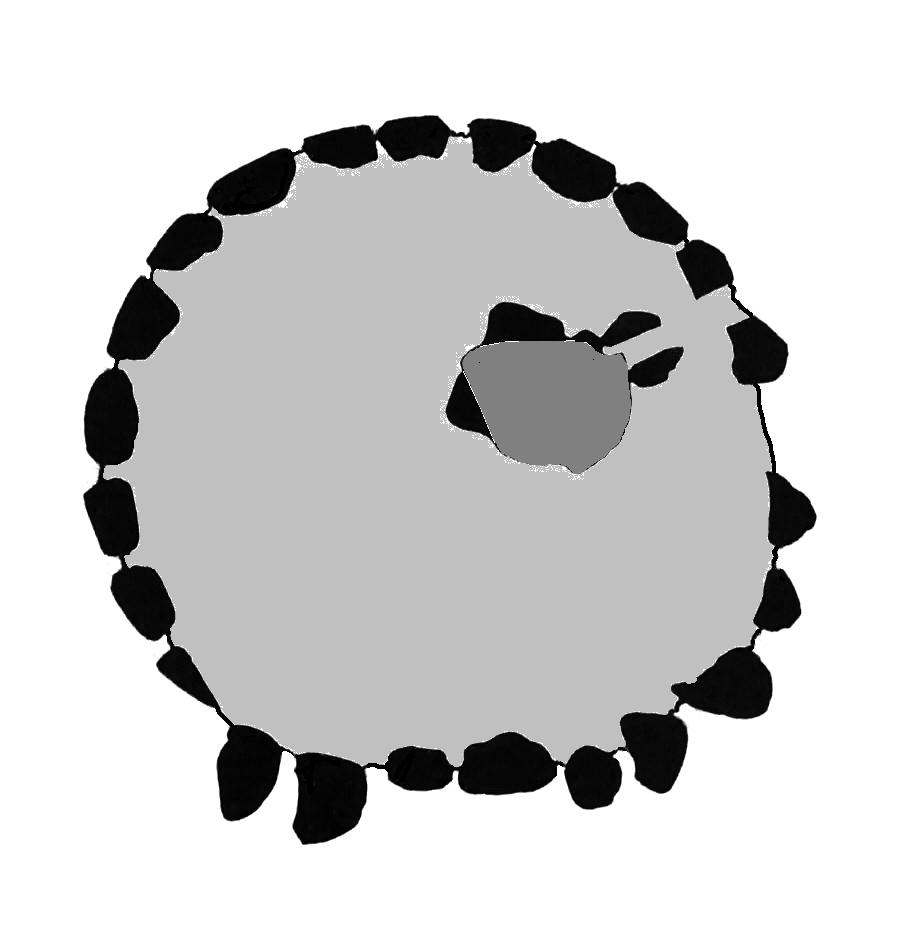
Schema eines Runddysse von oben gesehen

Der Runddysse Tornehøj von Bøjden (auch Bøjgden, Hesseløjegaard, oder Hesseløjegård genannt) ist ein Dolmen. Er liegt zwischen den Straßen Horsehoved und Hesseløjevej auf einer Freifläche in Bøjden, bei Horne im Horne Land auf Fünen in Dänemark. 
Der restaurierte Runddysse ist eine West-Ost orientierte Kammer in den Resten eines Rundhügels von etwa 9,0 m Durchmesser. Die Kammeraußenmaße des zuganglosen Urdolmens betragen etwa 3,0 × 1,8 m. Er besteht aus sechs gleich hohen Tragsteinen, je zwei an den Seiten und einem an jedem Ende.
Oberhalb des Westendes liegt ein Decksteinrest.
In der Nähe liegt der Klokkehøj.
Tornehøj heißt auch das Ganggrab 1 von Brockdorff. 